# Кавальери, Лина
Ли́на Кавалье́ри (итал. Lina Cavalieri; 25 декабря 1874 — 7 февраля 1944) — итальянская оперная певица (сопрано), звезда «прекрасной эпохи».

## Начало карьеры
Наталина Кавальери родилась 25 декабря 1874 года в Онано (Витербо) в небогатой семье. Из-за того, что родилась в праздник Рождества (Natale), при крещении получила имя Наталина (Natalina). В детстве переехала с родителями в Рим, в квартал Трастевере. Два брата и две сестры Кавальери работали с детства; Лина работала упаковщицей газет в типографии, помощницей у портнихи, продавала на улицах цветы. С 1887 года начала понемногу выступать с исполнением песенок на улицах и в маленьких кафе в Риме. С 1888 года начала принимать участие в конкурсах красоты.
В апреле 1894 года впервые выступила на сцене, в маленьком театре около Пьяцца Навона, в Риме.
В 1895 году выступала в программах Цирка-Варьете в Риме, в кабаре «Эльдорадо» в Неаполе, — с программой народных (преимущественно неаполитанских) песен.
В 1896 году выступала в Неаполе в известном кабаре «Салон Маргерита» и в Париже в кабаре «Фоли-Бержер», танцевала и исполняла итальянские песни под аккомпанемент оркестра, состоящего из женщин, играющих на гитарах и мандолинах. Лина Кавальери пела в основном на французском языке, «соединяя итальянскую простоту с французским шиком». Как танцовщица уступала другим актрисам, но критики отмечали «детскую простоту» её танцев. Пела в кафешантанах, мюзик-холлах, увеселительных садах, кабаре и других подобных заведениях по всей Европе.
Лина Кавальери входила в круг французских танцовщиц и певиц, более известных как куртизанки «Прекрасной эпохи», Belle Epoque: Клео де Мерод, Каролина Отеро, Лиана де Пужи, Эмильена д’Алансон. Современники отмечали, что вокальные данные Кавальери были скромными. Успех принесла ей исключительная красота; известная больше ею, нежели музыкальным дарованием, Кавальери стала одной из самых фотографируемых звёзд своего времени. Кавальери именовали «самой красивой женщиной мира»; для достижения тонкого силуэта она следовала традиции тугого шнурования, которая предписывала женщинам использовать корсеты, чтобы создать фигуру «песочные часы». Л. Кавальери широко снималась для рекламы, став самой популярной фотомоделью своего времени. Сотрудничала с фотографом Леопольдом-Эмилем Ройтлингером, снимавшим также других популярных певиц и танцовщиц. Прежде всего, имели огромный коммерческий успех карточки (открытки) с её изображением: так, один из петербургских продавцов в начале 1900-х годов утверждал, что продал около миллиона открыток с изображением Кавальери.

## Санкт-Петербург
В 1897 году Л. Кавальери получила первый контракт в России. Весной 1897 года она выступала в Петербурге в театре и ресторане «Крестовский сад» .
С 1897 года состояла в связи с князем Александром Владимировичем Барятинским (1870—1910), выпускником Пажеского корпуса, офицером Нижегородского драгунского полка, адъютантом герцога Евгения Лейхтенбергского. Князь А. В. Барятинский принадлежал к одному из богатейших родов Российской империи. Он был сыном генерала В. А. Барятинского, стоявшего очень близко к императорскому двору, и братом писателя В. В. Барятинского
С 1897 по 1903 год жила на два города— в Париже и Петербурге. По настоянию А. В. Барятинского, поддерживавшего её, Кавальери в 1898—1901 годах училась пению бельканто у петербургских педагогов, в том числе у жившей в Петербурге с 1888 года певицы Маддалены Мариани-Мази.
В 1898 году выступала в Петербурге и Москве, подписав контракты с петербургским импресарио Георгием Александровым на выступления в каменном театре увеселительного сада «Аквариум» на Каменноостровском проспекте и с московским импресарио Шарлем Омон на выступления в саду «Аквариум».
Летом 1901 года впервые дебютировала на оперной сцене в роли Виолетты в опере Дж. Верди «Травиата» в Санкт-Петербурге в театре «Аквариум», заслужив похвалы Л. В. Собинова. Кавальери выступала в составе французской оперной труппы, собранной импресарио Раулем Гюнсбург; в этот же сезон с этой же труппой она выступила в роли Мими в «Богеме» Пуччини, и в роли Маргариты в «Фаусте» Гуно.
В 1901 году Александр Барятинский заказал в Париже у итальянского живописца Дж. Больдини портрет Лины Кавальери и просил у императора Николая II дать ему разрешение на женитьбу на ней. Причиной высочайшего отказа стали, прежде всего, законы того времени: офицер в случае женитьбы на «кафешантанной певице, имеющей незаконнорождённого семилетнего сына» был бы вынужден подать в отставку; кроме того, А. В. Барятинский принадлежал к одной из знатнейших русских фамилий и не мог дискредитировать семью подобным браком. Получив высочайший отказ, в 1901 году князь А. В. Барятинский женился на светлейшей княгине Екатерине Александровне Юрьевской (1878—1959), внебрачной и узаконенной дочери императора Александра II.
Лина Кавальери прославилась также своей коллекцией драгоценностей огромной стоимости. Многомиллионное состояние князя Барятинского позволяло ему делать Кавальери ценные подарки: по заказам Барятинского петербургские ювелиры К. А. Ф. Ган и Карл Иванович Бок изготовили «парюр из изумрудов, стоимостью 150 тысяч рублей… и рубиновый гарнитур стоимостью 60 тысяч рублей», преподнесённый Кавальери князем 26 августа 1898 года на её бенефисе в театре «Аквариум». Три нитки редкого жемчуга, заказанные Барятинским у Карла Фаберже, оценивались в 180 тысяч рублей. «Петербургская газета» от 6 декабря 1899 года отмечает, что на открытии ресторана «Медведь» «на итальянской красавице было надето бриллиантов, по самой скромной оценке, тысяч на двести». 28 апреля 1906 года харьковская газета «Последние новости» отмечает, что на выступлении Кавальери в Харьковском театре в опере «Травиата» «Виолетта была увита драгоценностями на сумму свыше трех миллионов рублей».

## Оперная сцена
Кавальери пела в театре Сан-Карло в Неаполе, в Гранд-Опера в Париже, в театре Ковент-Гарден в Лондоне с 1906 года, а также в театрах Монако, Лиссабона, Неаполя, Равенны, Палермо, Флоренции, Варшавы, Москвы, Харькова, Петербурга и в других городах. В сценический репертуар певицы входили, кроме «Травиаты», «Фауста», «Богемы», роль Сантуццы в опере «Сельская честь» П. Масканьи, роли Таис, Манон и Федоры в одноимённых операх Ж. Массне, Флория Тоска в опере «Тоска» Пуччини, Стефания в опере Массне «Сибирь», Недда в «Паяцах» Леонкавалло и другие. Вслед за Хариклеей Даркле Кавальери стала одной из первых звёздных исполнительниц оперы Пуччини «Тоска». На протяжении своей карьеры Кавальери пела с другими великими оперными певцами, такими как итальянский баритон Титта Руффо и баритон Маттиа Баттистини, в период 1892—1916 годов певший в России на протяжении всех 23 сезонов. Наиболее известны его совместные выступления в партии Скарпиа с Кавальери в партии Ф. Тоски в опере «Тоска» Пуччини.
В 1904 году Кавальери пела в Опере Монте-Карло.
В 1905 году в театре Сары Бернар в Париже Кавальери выступала вместе с Энрико Карузо в опере Умберто Джордано «Федора».
В марте 1906 года исполнила партию Таис на премьере оперы Ж. Массне «Таис» в Мариинском театре., выступала в Оперном Театре Зимина в Москве.
В конце 1906 года вместе с Э. Карузо Кавальери отправилась в Нью-Йорк, дебютировав со своим исполнением в Метрополитен-опера 5 декабря 1906 года.

## Нью-Йорк
В 1907—1908 годах Кавальери пела в Метрополитен-опера в течение двух сезонов; в 1907 году выступала с Карузо в «Манон Леско» Пуччини.
Живя в США, Кавальери очень много позировала фотографам — для создания почтовых карточек, для журналов и рекламы всевозможных товаров, от парфюмерии, кондитерских и табачных изделий и одежды до граммофонов. Рекламная деятельность приносила ей немалый доход.
В 1908 году впервые вышла замуж за Роберта Уинтропа Чанлера (1872—1930), сына конгрессмена Джона Уинтропа Чанлера и члена известной нью-йоркской семьи Астор. Их брак продлился восемь дней, хотя официальный развод состоялся в 1912 году. По слухам, неосторожно подписанный Чанлером с певицей брачный контракт предполагал переход в её собственность значительной части всей недвижимости, принадлежащей семье Астор; брак Чанлера с Кавальери распался через неделю после заключения; в это же время администрация Метрополитен-опера расторгла свой контракт с Кавальери.
В сезоне 1909—1910 годов она пела с Компанией Манхэттен Опера Оскара Хаммерстайна.
В сезоне 1910—1911 пела в Оперном Театре Зимина в Москве.
9 июня 1911 года пела главную партию на премьере оперы «Сибирь» У. Джордано в Гранд-Опера в Париже; вместе с ней в спектакле пел тенор Люсьен Мураторе.
В 1913 году вышла замуж во второй раз за французского тенора Люсьена Мураторе (1878—1954). В 1914 году родилась их дочь Елена и Кавальери в сорок лет закончила свою сценическую карьеру певицы.
После ухода со сцены Кавальери открыла косметический салон. В 1914 году она пишет колонку советов по макияжу для женщины в журнале «Фемина» и публикует книгу «Мои секреты красоты».
С 1914 года Кавальери начала сниматься в кино, когда исполнила главную роль в киноверсии оперы «Манон Леско», которую продюсировал её муж. В 1915 году она вернулась в Италию, но вследствие того, что страна приняла участие в Первой мировой войне, Кавальери вновь отправилась в Соединённые Штаты, где она снялась ещё в нескольких немых фильмах. Последние три из её фильмов были сняты режиссёром Эдвардом Хосе.
В 1927 году Л. Кавальери развелась с Люсьеном Мураторе и вышла замуж за автогонщика Джузеппе Кампари (1892—1933).

## Последние годы жизни
Овдовев в 1933 году, Кавальери осталась жить в Италии, во Флоренции. В 1936 году выпустила книгу воспоминаний о своей жизни.
Когда началась Вторая мировая война, она работала в качестве волонтера — медсестры. Кавальери погибла во время бомбёжки в феврале 1944 года, находясь в своем доме в окрестностях Флоренции.

## Фильмы с участием Лины Кавальери
- 1914 — Manon Lescaut / Манон Леско
- 1915 — Sposa nella morte! / Невеста смерти
- 1916
  - — La rosa di Granata / Роза Гранады
  - — The Shadow of Her Past
- 1917 — The Eternal Temptress / Вечная соблазнительница
- 1918
  - — Love’s Conquest / Завоевание любви
  - — A Woman of Impulse / Порывистая женщина
- 1919 — The Two Brides / Две невесты

## Память

### В кинематографе
- В 1920 году вышел фильм «Romance», снятый по пьесе Эдварда Шелдона, посвящённый биографии Л. Кавальери, с актрисой Дорис Кин[англ.] в главной роли.
- В 1930 году выпущен ремейк фильма «Romance» с Гретой Гарбо в роли Риты Каваллини (Лины Кавальери).
- В 1955 году Джина Лоллобриджида снялась в роли Кавальери в фильме «Самая красивая женщина в мире/ Красивая, но опасная».
- В 2004 году вышел документальный фильм Джованны Гальярдо о Лине Кавальери — «Bellissime».

### Живопись и графика
Лина Кавальери была моделью для многих портретов, её рисовали и писали Джованни Больдини, Чезаре Таллони, В. М. Коркос, Ф. П. Микетти и многие другие художники; в России — Л. С. Бакст, Валентин Серов, Константин Коровин, Александр Головин и Василий Суриков.

### Фотоискусство
В XX веке фотографии Лины Кавальери стали одной из основных тем, развитых в творчестве итальянского художника и дизайнера Пьеро Форназетти.

## Дискография
- В 1910 году для «Columbia» она записала арии из опер: «Фауст», «Кармен», «Мефистофель», «Богема», «Манон Леско» и «Тоска», а также песни: «Maria, Marì! (Ah! Marì! Ah! Marì!)».
- В 1917 году для «Pathé» была записана «Le rêve passé» совместно с Люсьеном Мураторе.